# Isaac Johnson (Chemiker)

Isaac Charles Johnson (Porträtfoto anlässlich seines 100. Geburtstags 1911)

Isaac Charles Johnson (* 28. Januar 1811 in London; † 29. November 1911) war Erfinder des Klinker.
Er war Chemiker und begann 1838 als Manager in der Zementfabrik von John Bazley White in Swanscombe. Er sollte einen Zement zusammenmischen, der mit dem von Joseph Aspdin konkurrieren konnte. Nachdem die Industriespionage misslang, unternahm er eigene Versuche. 1844 entdeckte er unter den vermeintlichen Fehlbränden ein Material, dass zu scharf gebrannt und deshalb gesintert war. Es war steinartiger Zementklinker entstanden.
Für die Herstellung von Portlandzement musste der Klinker fein zermahlen werden.
1856 gründete er seine eigene Firma I. C. Johnson & Co. in Gateshead-on-Tyne und später eine in Greenhithe-on-Thames in Kent.